# Bathyraja violacea
Bathyraja violacea is een vissoort uit de familie van de Arhynchobatidae. De wetenschappelijke naam van de soort is voor het eerst geldig gepubliceerd in 1935 door Suvorov.